# Sawfish
Sawfish é um gerenciador de janela para o X Window System. Utiliza uma linguagem de script semelhante ao Lisp chamada librep. Foi inicialmente chamado Sawmill, mas foi alterado devido a outro software de mesmo nome. Foi o gerenciador de janela padrão do GNOME até a versão 2.2, na qual foi substituido pelo Metacity.